# Dina Ivanova
Dina Ivanova (ur. 15 maja 1983) – łotewska i azerska zapaśniczka walcząca w stylu wolnym. Zajęła siódme miejsce na mistrzostwach świata w 2009. Ósma na mistrzostwach Europy w 2009. Siódma w Pucharze Świata w 2010 roku.